# Spaans Legioen
Het Spaans Legioen (Spaans: Legión española), het voormalige Spaanse Vreemdelingenlegioen, is een elite-onderdeel van het Spaanse leger. Het werd opgericht in 1920 en telt 8000 soldaten. De eenheid wordt voornamelijk ingezet langs de kust van Marokko.

## Organisatie
- Hoofdkwartier (Viator)
  -  Brigada de la Legión "Rey Alfonso XIII", bestaande uit 2 tercios:
    -   3 Legión Tercio "Don Juan de Austria" (Viator)
      -  7 Bandera "Valenzuela"
      -  8 Bandera "Colón"

    -   4 Legión Tercio "Alejandro Farnesio" (Ronda)
      - 10 Bandera "Millán Astray"
      -  2 Legión "Reyes Católicos" - cavalerie verkenningssquadron (Ronda)
      -  2 Legión Campaign Artillery Group (Viator)
      -  2 Legión Engineers Bandera (Viator)
      -  2 Legión Logistics Group (Viator)
      -  2 Legión Communications Coy. (Viator)

  -   1 Legión Tercio "Gran Capitán Gonzalo Fernández de Córdoba" (Melilla)
    -  1 Bandera "España"
    - Antitank defensiecompagnie

  -   2 Legión Tercio "Duque de Alba" (Ceuta)
    -  4-5 Bandera "Cristo de Lepanto"
    -  Antitank defensiecompagnie

  -  Banda de Guerra de la Legión
  -  Compañía de Inteligencia de la Legión

Het eerste en tweede tercio zijn gelegerd in de Spaanse exclaves in Marokko, respectievelijk Melilla en Ceuta. Het werd oorspronkelijk opgericht naar het voorbeeld van het Franse Vreemdelingenlegioen.  Voordat Spanje zijn Afrikaanse territoria opgaf, was het Legioen gelegerd in Spaans-West-Afrika. Francisco Franco was een bekend bevelhebber.

## Inzet
Belangrijke oorlogen waaraan het legioen deelnam zijn:
- Rifoorlog (1920)
- Spaanse Burgeroorlog (1936-1939)
- Ifni oorlog (1957-1958)
- Oorlogen in Joegoslavië
- Irakoorlog
- Afghaanse Oorlog (2001-2021)

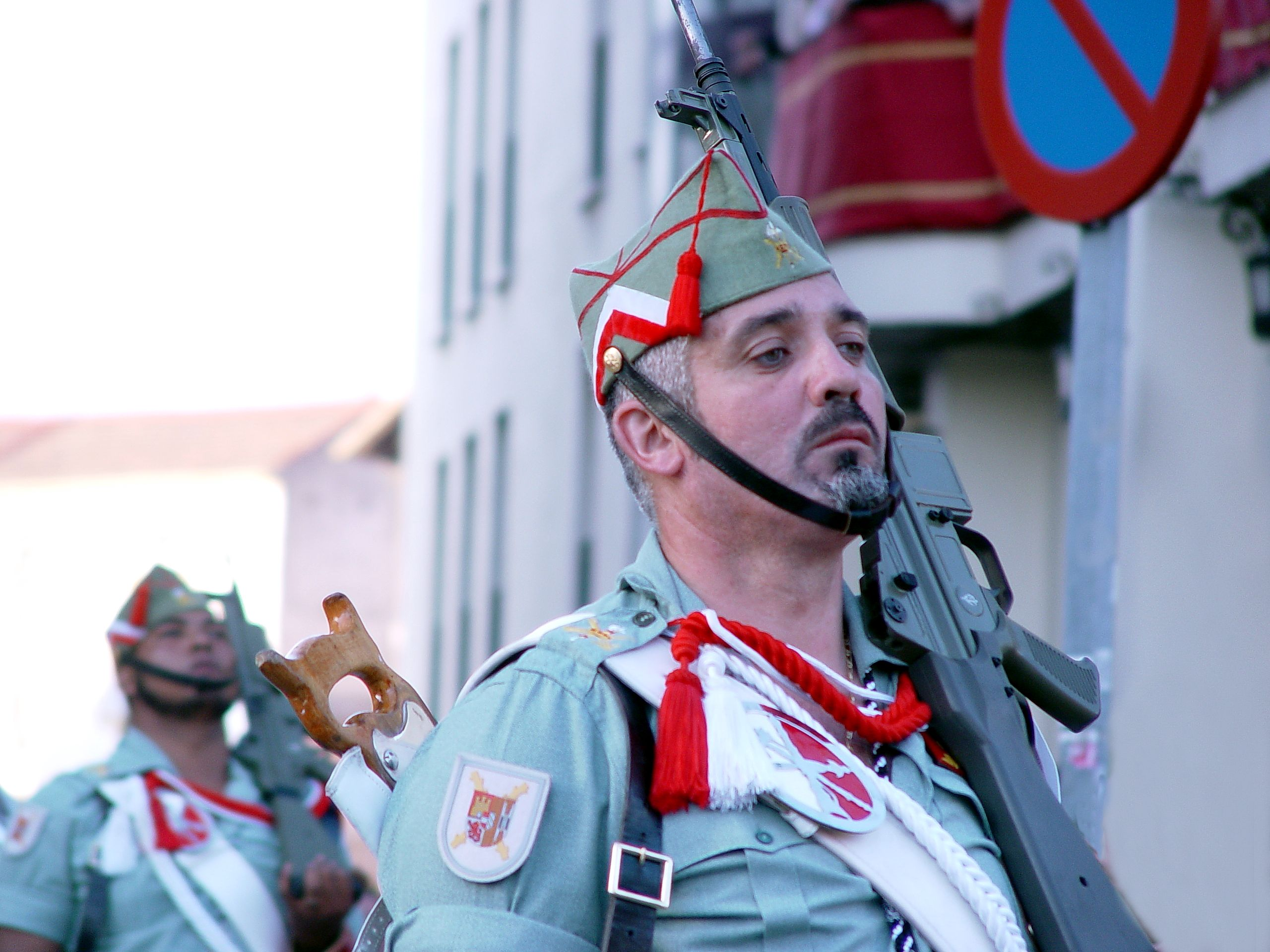
Een Spaans legionair
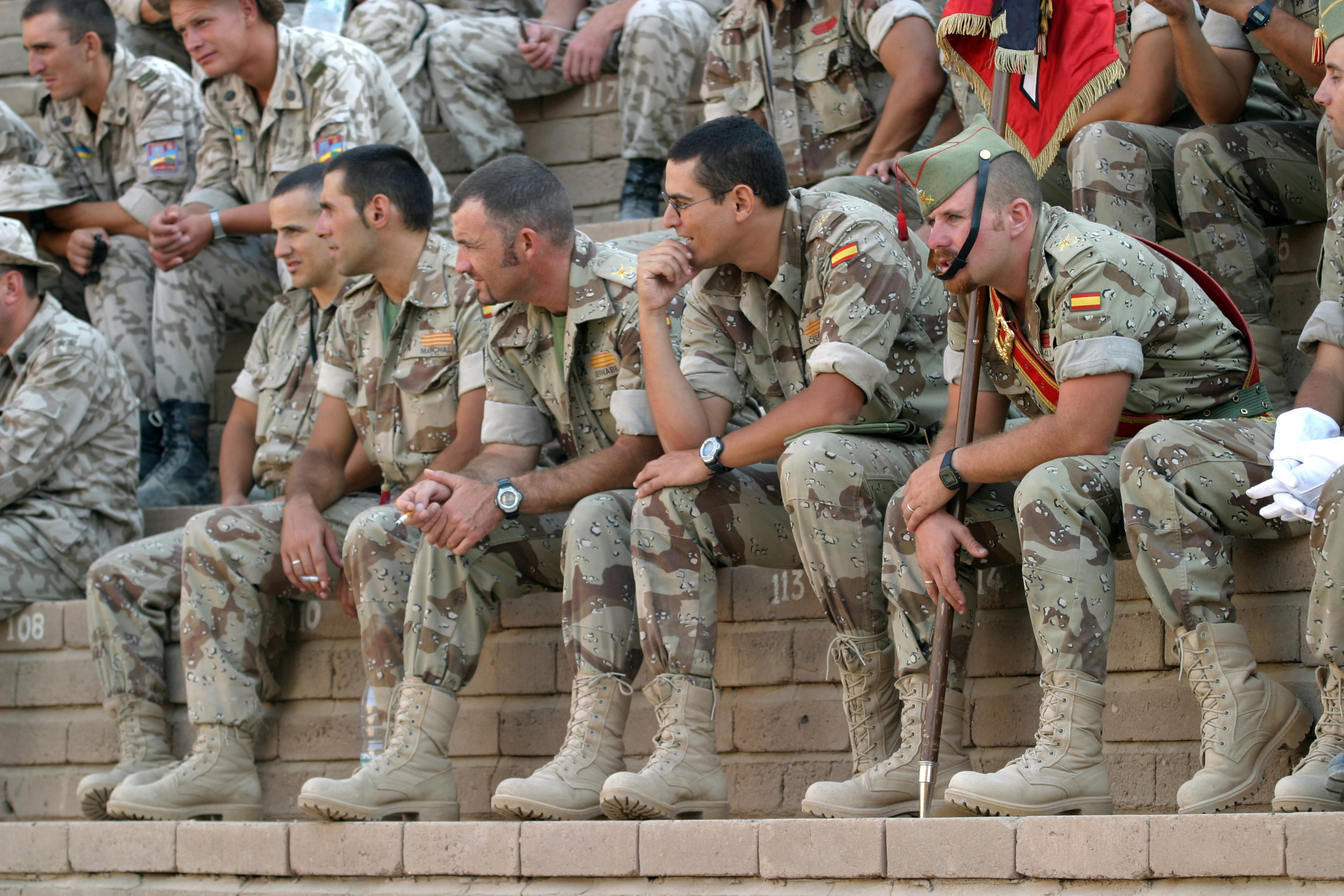
Spaanse legionairs in Irak
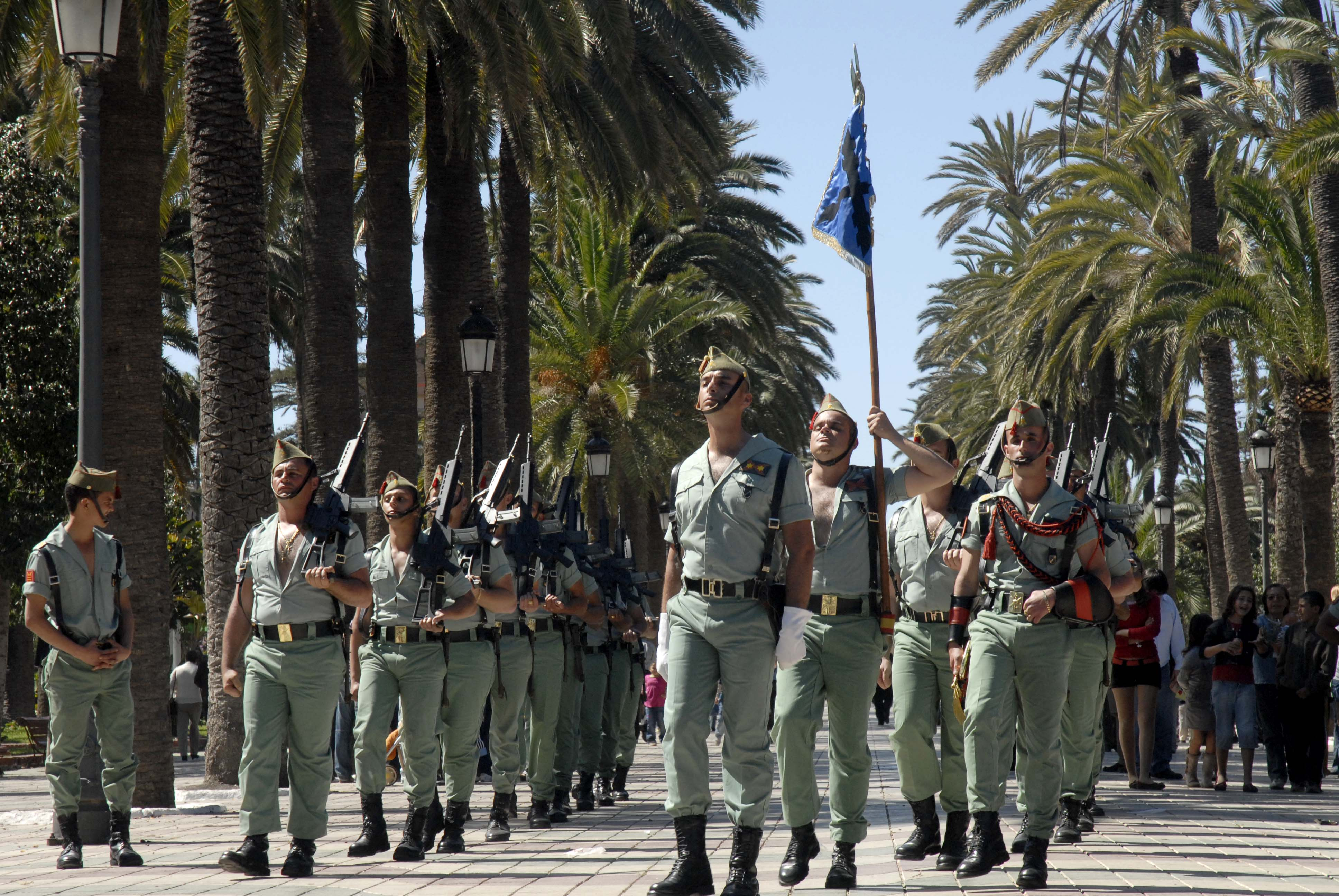
Een parade in Melilla tijdens de Semana Santa